# Adeonella atlantica
Adeonella atlantica is een mosdiertjessoort uit de familie van de Adeonidae. De wetenschappelijke naam van de soort is voor het eerst geldig gepubliceerd in 1884 door Busk.